# Château Lanessan
El castillo Lanessan (en francés: Château Lanessan) es un castillo del siglo XIX, con un jardín botánico a su alrededor, museo del caballo y bodega de vinos, situado en Cussac-Fort-Médoc, Francia.
Château Lanessan es también un dominio vitícola que produce vino tinto dentro de la denominación AOC Haut-Médoc. Está clasificado «Cru Bourgeoisn» en el classement de 1855.

## Localización
Château Lanessan Château Lanessan, Code Postal 33460 Cussac-Fort-Médoc, département de Gironde, Aquitaine France-Francia. 
Planos y vistas satelitales, 45°06′53″N 0°43′47″O / 45.11472, -0.72972
Está abierto al público todos los días. Visitas « Vin » ó « Musée » en las que se pasa por el parque y los jardines donde dan algunas de las explicaciones. 

## Historia
El señorío de Lanessan fue comprado en 1793 por el Sr. Jean Delbos, armador, que también pone en marcha la viticultura con la ayuda de su hijo Louis. 
En 1858 el maestro bodeguero de "Château Lanessan", Jean Pineau, fue contratado por el español Marqués de Riscal para venir a La Rioja, para mejorar la calidad de los vinos españoles.
Es en 1878 que el dominio tomó un vuelo considerable en el que el edificio del "Château de Lanessan" fue mandado construir por André Delbos al arquitecto Duphot en estilo Neo-tudor.
En 1885 se edifican los almacenes de carruajes y las bodegas construidas en estilo tradicional de Médoc. Así mismo los invernaderos holandeses, el jardín de flores y el parque. 
El edificio de carruajes es actualmente el "Museo del Caballo". 
André Delbos tuvo cuatro hijas y una de ellas, Marie Louise se casó con el Sr. Etienne Bouteiller.
Tuvieron tres hijos. Después de la guerra, Jean, el segundo de los hijos, se hizo cargo de la empresa familiar, modernizando el sitio y tuvo la oportunidad de adquirir en los años sesenta, "Château Lachesnaye" y "Château de Sainte Gemmee". 
Actualmente, el dominio Bouteiller tienen cerca de 79 hectáreas de plantación de viñedos, bosques, prados, un poco de cultivo de maíz, sobre un conjunto de 380 hectáreas en una sola finca, y gestionados por la familia Bouteiller, cuyo gerente es uno de los hermanos, Hubert Bouteiller.

## Jardines
Situado encima de una zona de gravas, suelo propicio para el cultivo de la viña, el "Château Lanessan" está rodeado de un « parc à l'Anglaise » de 8 hectáreas diseñado no solo para hacer caminatas, sino también para ir a caballo o en carruaje. 
Tres espacios caracterizan este lugar: 
- Un paseo sobre el río, ya que en Médoc, los grandes castillos miran sobre el estuario de Gironda.
- Un paseo hacia Saint Julien, cuyas tierras tienen una reconocida reputación de tener una calidad equivalente.
- Zona de vistas sobre el viñedo para afirmar la originalidad del lugar.

Debido a que los edificios de la granja están al lado del castillo, pero a una distancia tal que no puede haber una perturbación. Entre estas áreas, hay plantados árboles, arbustos dan forma a un paisaje «Champêtre» (campestre), cruzado por alamedas.
Se puede ver un quiosco para los niños, como era común en el siglo XIX. La pista de tenis se ha modernizado pero es la ubicación exacta de la original que era de arcilla. Los lechos de flores, también se ha conservado una casa enorme para el perro como un modo de preservar la historia del lugar, para tener constancia de lo que los antiguos habían construido y que los hijos a menudo lo han conservado.
Entre los especímenes vegetales del parque son de destacar árboles de alineamiento, Platanus, secuoyas, cedros del Líbano, arces, carpes, nogales, cerezos, con sotobosque de narcisos y cyclamenes.

## Producción
El área del viñedo de "Château Lanessan" tiene 40 hectáreas, en las que el cultivo de las variedades de uvas son de 60% Cabernet Sauvignon, 30% Merlot, 5% Cabernet Franc y 5% Petit Verdot. Con un promedio de 220,000 botellas al año del Grand vin.

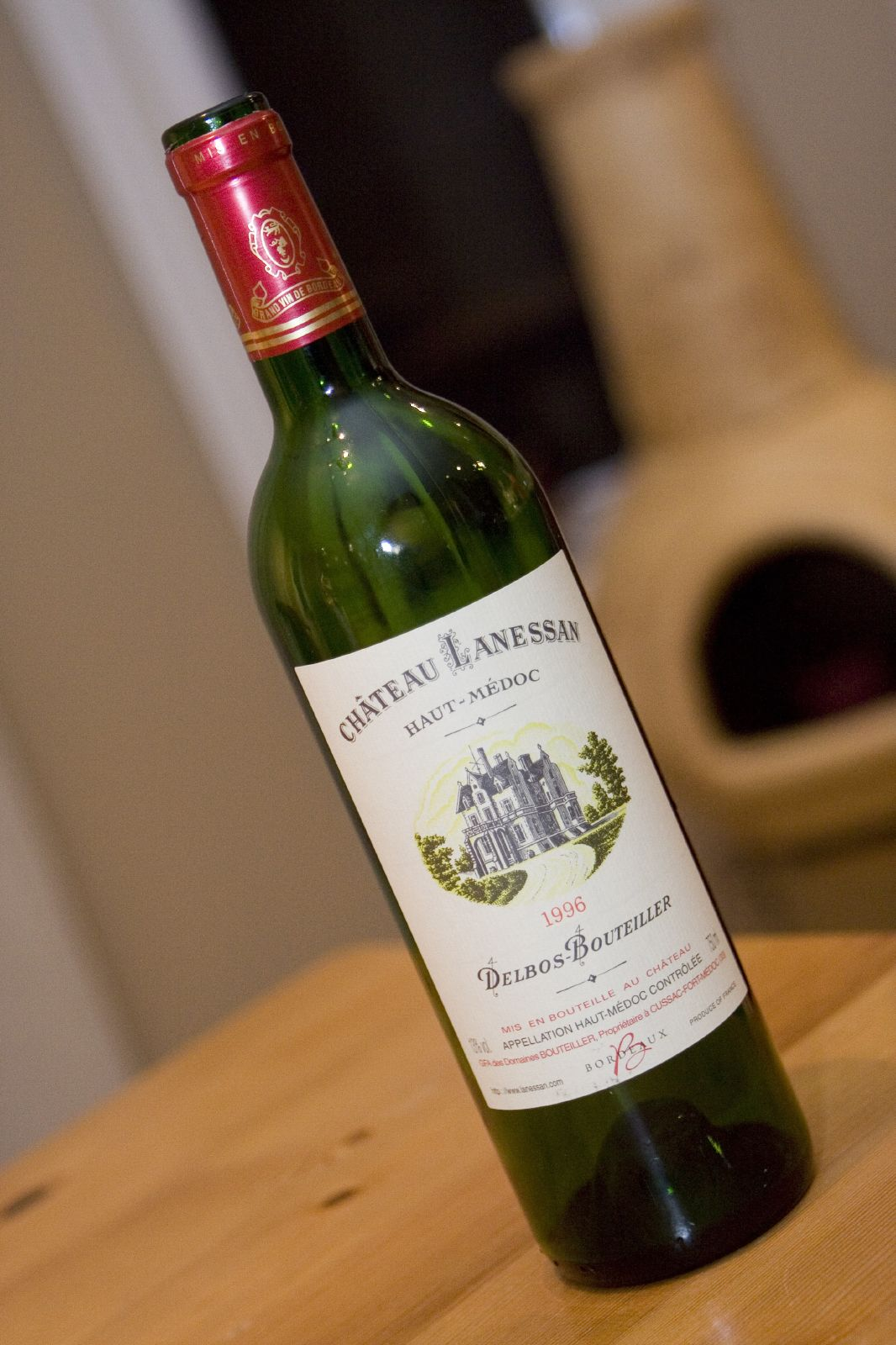
Château Lanessan 1996.

El dominio ostentaba la clasificación de Cru Bourgeois Supérieur, hasta que esta específica clasificación fue anulada. Algunos críticos han sugerido que debería tener una clasificación más elevada.
Lanessan también produce un segundo vino "Les Calèches de Lanessan" (Español: "Carruajes de Lanessan") desde 1999, haciendo hincapié en los lazos del castillo junto con caballos.

## Château Lachesnaye
Lachesnaye también ostenta la etiqueta de Cru Bourgeois Supérieur
mientras que esta clasificación estuvo en efecto. Una finca vecina de Lanessan, "Château Lachesnaye" es actualmente propiedad de la familia Bouteiller.
El "Domaine de Lachesnaye", era una antigua tierra señorial en la parroquia de Sainte Gemme, pertenecía en 1793 a la familia Caupène, que la había heredado de señor de La Chesnaye. La finca fue comprada por Frédéric Exshaw en 1880, que tenía un castillo construido parecido al de Lanessan. Debilitado por la crisis económica de 1929, y las heladas de 1945 y 1956, la finca fue adquirida por Jean Bouteiller en 1961, y una gran proporción de las vides fueron replantadas. Château Lachesnaye reanudó la producción de vino en 1971. 
El área de viña extiende por 20 ha, plantada con 50% Cabernet Sauvignon y 50% Merlot. Lachesnaye también produce un segundo vino, "Sire de Lachesnaye".

## Château de Sainte Gemme
Situado al este de Château Lachesnaye, al sur de Château Beychevelle y al nurte de las viñas de Château Ducru Beaucaillou, "Château de Sainte Gemme" anteriormente pertenecía a los dueños de Château Lachesnaye, que vendió sus vinos bajo el nombre Lachesnaye. La finca fue adquirida en 1962 por Jean Bouteiller, que comenzó su producción bajo el sello Sainte Gemme en 1982.
La superficie de viñedo se extiende por 10 hectáreas, con la selección de división variedad de uva de manera uniforme entre el 50% Cabernet Sauvignon y 50% Merlot. Un promedio de 65.000 botellas se producen anualmente.